# Pergulaan
Pergulaan is een bestuurslaag in het regentschap Serdang Bedagai van de provincie Noord-Sumatra, Indonesië. Pergulaan telt 3365 inwoners (volkstelling 2010).